# 김종필 (충청북도의원)
김종필(1963년 12월 19일~)은 대한민국의 전직 제9대 초선 충청북도의원(2010. 7. 1.~2014. 3. 5.)이었었으며, 충청북도 진천군 토박이 출신이기도 하다.
2009년 1월 13일, 당시의 한나라당(지금의 국민의힘)을 입당한 이후, 현재에 이르고 있다. 2010년 7월 1일 충청북도 도의원 당선 및 취임 후, 4년 후에는 충청북도 진천군 군수 출마를 하고자, 2014년 3월 5일 충청북도 도의원 직을 사퇴하였었다.

## 학력
- 진천삼수국민학교(지금의 진천삼수초등학교) 졸업(1976년 2월)
- 진천중학교 졸업(1979년 2월)
- 세광고등학교 졸업(1982년 2월)
- 주성전문대학 경영학과 전문학사(1995년 2월)

## 주요 경력
- 2000.01 ~ 2000.12 충북 진천 청년회의소 의장 겸 상무회장
- 2001.01 ~ 2001.12 충북지구 청년회의소 의장 겸 상무회장
- 2002.01 ~ 2002.12 한국 청년회의소 사무총장
- 2004.02 ~ 2005.02 충북 진천군 탁구협회 회장
- 2006.07 ~ 2007.12 충북 진천군 노인자문위원회 보통자문위원
- 2008.02 ~ 2011.02 충청북도 야구협회 부회장
- 2008.01 ~ 2010.12 충청북도 궁도협회 부회장
- 2010.07 ~ 2014.03 제9대 충청북도의회 의원
- 2010.07 ~ 2012.07 제9대 충청북도의회 전반기 산업경제위원회 위원
- 2010.07 ~ 2012.07 제9대 충청북도의회 전반기 예산결산특별위원회 위원
- 2010.07 ~ 2011.07 충북 진천군 체육회 이사장
- 2012.01 ~ 2013.02 충북 진천군 재향군인회 이사장
- 2012.02 ~ 2013.02 충북 진천군 수영협회 회장
- 2012.07 ~ 2014.06 민주평화통일자문회의 자문위원
- 2012.07 ~ 2014.03 제9대 충청북도의회 후반기 건설소방위원회 위원
- 2012.07 ~ 2014.03 제9대 충청북도의회 후반기 예산결산특별위원회 위원

## 수상
- 2002 외교통상부장관 표창
- 2013 청주부패방지네트워크 우수의원
- 2014 충청북도 공무원노동조합 베스트 도의원

## 역대 선거 결과
|  | 47.06% |

|  | 41.95% |

|  | 43.41% |

|  | 33.79% |